# マヴァド
マヴァド (Mavado) というステージネームで知られるデイビッド・コンスタンティン・ブルックス（1981年11月30日 - 、英：David Constantine Brooks）は、ジャマイカのダンスホールレゲエアーティストである。

## ディスコグラフィ

### アルバム
- en:Gangsta for Life: The Symphony of David Brooks（2007年）
- en:Mr. Brooks...A Better Tomorrow（2009年）

### シングル
- Million Dollar Man（2013年）
- Tie Yuh（2014年）
- Ben Ova（2014年）
- My Own（2014年）
- Ghetto Bible（2015年）
- My League（2015年）